# José María T. Amézaga Asensio
José María Amézaga, motorista, campeón de España y Europa de Turismo, Bilbao, 21 de diciembre de 1946. 

## Biografía
Campeón de España de Turismo en 1988 y de Europa en 1990, tiene a sus espaldas más de un millón de kilómetros en moto. Este apasionado de las dos ruedas, Medalla de Bronce al Mérito Motociclista, por la Real Federación Motociclista Española, escribió un libro en el que relata las hazañas que vivió para lograr ser vencedor de ambos campeonatos.
Es hijo del conocido escritor Elías Amézaga (Bilbao, 1921-Guecho, 2008), así como padre del periodista y conferenciante Abraham de Amézaga.

## Libros publicados
- Aventuras y desventuras sobre una motocicleta (Hilargi Ediciones, 1994)
- Reedición de Aventuras y desventuras sobre una motocicleta (Ayuntamiento de Sopelana, 2003)

- Datos: Q9014509